# Vlissingen-Oost
Vlissingen-Oost (Sloegebied) is het haven- en industriegebied dat gerealiseerd is in het oosten van de gemeente Vlissingen, en in het westen van de gemeente Borsele, in de Nederlandse provincie Zeeland. De haven maakt samen met de havens van Terneuzen en Gent deel uit van North Sea Port (de grensoverschrijdende haven, ontstaan door de fusie van het Nederlandse Zeeland Seaports (Vlissingen & Terneuzen) en het Vlaams/Belgische Havenbedrijf Gent). Het gebied is tussen 1961 en 1964 ontstaan door het indijken van het Zuid-Sloe, vandaar dat ook vaak de naam "Sloegebied" wordt gebruikt. De havens van de stad worden nu gezien als de derde haven van Nederland.

## Ontstaansgeschiedenis
Rond 1955 zocht scheepswerf De Schelde in Vlissingen in het Zuid-Sloe naar mogelijkheden om een reparatiewerf aan diep vaarwater aan te leggen. Met de toegang tot het bestaande terrein in de binnenstad via de sluizen kon men niet langer de groei van de wereldscheepvaart bijhouden. Deze wens werd gecombineerd met reeds bestaande plannen ter verdere inpoldering van het Zuid-Sloe, die na de Watersnood van 1953 een nieuwe impuls kregen. Tegelijk bestond bij de provincie Zeeland de wens om een haven- en industriegebied aan te leggen, zonder dat daarvoor landbouwgrond opgeofferd zou moeten worden.
Het eerste deel van het gebied werd tussen 1961 en 1964 aangelegd. In 1961 werd begonnen met het uitbaggeren van de hoofdvaargeul, de huidige Sloehaven. Eind 1962 was de aanleg van de oeverwerken gereed, in de loop van 1963 werden de havendammen voltooid. Terreinen werden opgehoogd en het havenbassin en kades aangelegd. Tijdens een driedaags bezoek aan het Deltagebied opende Koningin Juliana op 2 september 1964 de Sloehaven, vanaf dat moment officieel Vlissingen-Oost genoemd.

## Omvang en beheer
Vlissingen-Oost is circa 2.200 hectare (22 km²) groot, waarvan ongeveer 4,3 km² aan havens. Het westelijk deel is gelegen in de gemeente Vlissingen en het oostelijk deel in de gemeente Borsele. Het gebied kwam in 1971 in beheer bij het toen opgerichte Havenschap Vlissingen. Binnen deze gemeenschappelijke regelingen werkten gemeenten, Rijk en Provincie samen. Op 1 januari 1998 fuseerde dit havenschap met het Havenschap Terneuzen tot het nieuwe havenschap Zeeland Seaports, waarin alleen nog de omliggende gemeenten en de provincie Zeeland deelnamen. Op 1 januari 2018 nogmaals gefuseerd, nu met de Vlaamse gemeenten Evergem, Gent, Zelzate, en de provincie Oost-Vlaanderen tot North Sea Port.

## Bedrijvigheid
In Vlissingen-Oost vinden vooral activiteiten plaats op het gebied van basis- en offshore industrie, olieraffinage, op- en overslag van onder meer fruit, metaal, hout, ertsen en energieopwekking. Enkele bekende bedrijven zijn aluminiumsmelter Zalco (vroeger Pechiney), scheepsreparatiewerf Damen, Shiprepair Vlissingen (voormalig Scheldepoort), de raffinaderij van TotalEnergies, Elektriciteits-Produktiemaatschappij Zuid-Nederland (EPZ), onder andere eigenaar van de kernenergiecentrale Borssele en de Centrale Opslag Voor Radioactief Afval (COVRA).
Grote ondernemingen die in het Sloegebied actief zijn:
- Arkema, voorheen Billiton, sinds 1967, chemische producten op basis van tinverbindingen
- Covra, opslag van radioactief afval
- Cobelfret, auto-overslag
- DELTA, een nutsbedrijf, voorheen PZEM
- Sloecentrale, een gasgestookte elektriciteitscentrale van Energetický a průmyslový holding (EPH).
- Heerema, een offshore-constructiebedrijf
- Damen Shiprepair Vlissingen, (voorheen Scheldepoort onderdeel van Koninklijke Schelde Groep) een reparatiewerf voor diverse types zeeschepen, sinds 1964
- OVET, een overslagbedrijf van vooral steenkool
- Zeeland Refinery, een aardolieraffinaderij die in 1973 is opgericht door Total (inmiddels deels eigendom van het Russische LUKoil)
- Verbrugge Scaldia Terminals, stuwadoor, op- en overslag, transport, bevrachting, agentschap, forwarding voor stuk- en bulkgoederen en projectlading
- Vesta Terminals, een op- en overslagbedrijf voor vloeibare bulk producten
- Vopak, een op- en overslagbedrijf voor vloeibaar gemaakte gassen
- Zalco, een aluminiumsmelter, sinds 1971, voorheen Pechiney, failliet gegaan in 2011
- Zonnepark Scaldia, een zonnepark van ruim 40 hectare met 140.000 zonnepanelen en een vermogen van circa 50 MW. Het park is in 2018 in gebruik genomen.[1]

## Verbindingen
De havens van Vlissingen-Oost staan in directe verbinding met de Westerschelde, en daarmee ook met de Noordzee en met Antwerpen.
Een goederenspoorlijn (de Sloelijn) verbindt het havengebied met de Zeeuwse Lijn naar Roosendaal. De nieuwe en geëlektrificeerde spoorlijn is inmiddels gereed.
De N62 vormt een verbinding met enerzijds Goes en de A58, en anderzijds via de Westerscheldetunnel met Terneuzen en Gent. Via de N254 is er ook een verbinding met Middelburg en Vlissingen.

## Milieu
Op 8 september 2010 maakte de NOS bekend dat na een lange voorgeschiedenis de VROM-Inspectie maatregelen aankondigde tegen ThermPhos, een van grootste fosforproducenten ter wereld. Het bedrijf stoot te veel dioxine uit en neemt een loopje met milieueisen. De inspectie noemt de situatie bij het bedrijf ernstig en zorgwekkend. Op 15 mei 2009 kwamen er twee werknemers van Thermphos door een bedrijfsongeval om het leven.
Het bedrijf had echter te weinig buffers om de noodzakelijke investeringen te nemen en ThermPhos is op 21 november 2012 failliet verklaard. De grond bleek zwaar vervuild en na een lange discussie, voornamelijk wie de rekening gaat betalen, startte in januari 2015 de sanering van het terrein.

## Plannen voor containeroverslag
Doordat de havens aan diep vaarwater liggen zijn er plannen om aan de zeezijde de Westerschelde Container Terminal (WCT) te bouwen. De steeds groter wordende containerschepen kunnen dan Vlissingen aandoen in plaats van de haven van Antwerpen, die bij laag water niet of moeilijk door de grotere schepen te bereiken is. Deze plannen roepen ook veel weerstand op doordat de WCT veel hinder en natuurschade zou kunnen veroorzaken. Het oorspronkelijke plan is aangepast waardoor de terminal kleiner zal uitvallen dan eerder de bedoeling was.
In 2010 zou als eerste de Scaldia Container Terminal geopend worden. Door de kredietcrisis werden de hoge groeiverwachtingen voor het containerverkeer niet meer haalbaar geacht. Dit leidde eerst tot uitstel van de plannen, maar uiteindelijk tot afstel. Begin 2013 gaven de Vlaamse exploitanten Sea-Invest en Zuidnatie de concessie voor de containerterminal en het terrein terug aan Zeeland Seaports. Een deel van het terrein is in gebruik genomen door Verbrugge Terminals, die daar loodsen heeft gebouwd voor stukgoed- en breakbulkactiviteiten.
Dorpen: Baarland · Borssele · Driewegen · Ellewoutsdijk · 's-Gravenpolder · 's-Heer Abtskerke · 's-Heerenhoek · Heinkenszand · Hoedekenskerke · Kwadendamme · Lewedorp · Nieuwdorp · Nisse · Oudelande · Ovezande

Buurtschappen: Baarsdorp · Bakendorp · Coudorpe · Graszode · Knaphof · Koekoek · Langeweegje · Het Oudeland · Rijkebuurt · Scheldeoord · Sinoutskerke · 't Vlaandertje · De Zak 

Zeeland: Steden en dorpen in Zeeland      Nederland: Provincies · Gemeenten
Stad: Vlissingen

Dorpen: Oost-Souburg · Ritthem · West-Souburg

Buurtschap: Groot-Abeele

Wijken: Bloemenbuurt · Groot-Lammerenburg · Lammerenburg · Nieuw-Bonedijke · Scheldekwartier · Vlissingen-Oost · Vlissingen-Stadshaven · Westerzicht

Zeeland: Steden en dorpen in Zeeland      Nederland: Provincies · Gemeenten